# 斗賀野村
斗賀野村（とがのむら）は、高知県高岡郡にあった村。現在の佐川町永野および末尾に「組」が付く区域にあたる。

## 地理
- 山岳：虚空蔵山、勝森、蟠蛇森
- 河川：伏尾川

## 歴史
- 1889年（明治22年）4月1日 - 町村制の施行により、斗賀野村・永野村の区域をもって発足。
- 1896年（明治29年） - 大字斗賀野が分割して大字東組・西組・中組・川ノ内組・西山組となる。
- 1954年（昭和29年）3月20日 - 佐川町・尾川村・黒岩村と合併し、改めて佐川町が発足。同日斗賀野村廃止。

## 交通

### 鉄道路線
- 日本国有鉄道
  - 土讃線
    - 斗賀野駅

現在は旧村域に襟野々駅が所在するが、当時は未開業。